# Filmfestival van Cannes 2022
Het 75ste Filmfestival van Cannes is een internationaal filmfestival dat plaatsvond in Cannes van 17 tot en met 28 mei 2022.

## Officiële selectie
Nadat eerder de films Elvis, Three Thousand Years of Longing  en Top Gun: Maverick al waren aangekondigd, werd op 14 april 2022 de volledige selectie bekendgemaakt.

### Internationale competitie
De volgende films werden geselecteerd voor de internationale competitie. De gearceerde film betreft de winnaar van de Gouden Palm.
| Film                  | Regisseur                                     | Land                      |
| --------------------- | --------------------------------------------- | ------------------------- |
| Les Amandiers         | Valeria Bruni Tedeschi                        | -                         |
| Armageddon Time       | James Gray                                    | Vlag van Verenigde Staten |
| Boy from Heaven       | Tarik Saleh                                   | -                         |
| Broker                | Hirokazu Kore-Eda                             | Vlag van Zuid-Korea       |
| Close                 | Lukas Dhont                                   | -                         |
| Crimes of the Future  | David Cronenberg                              | -                         |
| Decision to Leave     | Park Chan-wook                                | Vlag van Zuid-Korea       |
| Eo                    | Jerzy Skolimowski                             | -                         |
| Frère et soeur        | Arnaud Desplechin                             | Vlag van Frankrijk        |
| Holy Spider           | Ali Abbasi                                    | -                         |
| Leila's Brothers      | Saeed Roustayi                                | Vlag van Iran             |
| Nostalgia             | Mario Martone                                 | Vlag van Italië           |
| RMN                   | Cristian Mungiu                               | -                         |
| Showing Up            | Kelly Reichardt                               | Vlag van Verenigde Staten |
| Stars at Noon         | Claire Denis                                  | -                         |
| Tchaikovsky's Wife    | Kirill Serebrennikov                          | -                         |
| Tori et Lokita        | Jean-Pierre Dardenne, Luc Dardenne            | -                         |
| Triangle of Sadness   | Ruben Östlund                                 | -                         |
| Le otto montagne      | Felix Van Groeningen, Charlotte Vandermeersch | -                         |
| Un petit frère        | Léonor Serraille                              | Vlag van Frankrijk        |
| Tourment sur les Îles | Albert Serra                                  | -                         |

### Buiten de competitie
De volgende films worden vertoond buiten de competitie.
| Film                            | Regisseur                     | Land                                           |
| ------------------------------- | ----------------------------- | ---------------------------------------------- |
| Elvis                           | Baz Luhrmann                  | Vlag van Australië · Vlag van Verenigde Staten |
| Rebel                           | Adil El Arbi en Bilall Fallah | Vlag van België                                |
| Three Thousand Years of Longing | George Miller                 | Vlag van Australië · Vlag van Verenigde Staten |
| Top Gun: Maverick               | Joseph Kosinski               | Vlag van Verenigde Staten                      |

## Prijswinnaars
| Categorie                          | Winnaar                     | Regisseur of film                               | Land                      |
| ---------------------------------- | --------------------------- | ----------------------------------------------- | ------------------------- |
| Gouden Palm                        | Triangle of Sadness         | Ruben Östlund                                   | -                         |
| Grote Prijs (Grand Prix) (ex-æquo) | Close                       | Lukas Dhont                                     | -                         |
| Grote Prijs (Grand Prix) (ex-æquo) | Stars at Noon               | Claire Denis                                    | -                         |
| Prix du 75e Festival de Cannes     | Jean-Pierre en Luc Dardenne | Tori et Lokita                                  | Vlag van België           |
| Juryprijs (ex-æquo)                | Le otto montagne            | Felix Van Groeningen en Charlotte Vandermeersch | -                         |
| Juryprijs (ex-æquo)                | Eo                          | Jerzy Skolimowski                               | -                         |
| Beste regisseur                    | Park Chan-Wook              | Decision to Leave                               | Vlag van Zuid-Korea       |
| Beste actrice                      | Zahra Amir Ebrahimi         | Holy Spider                                     | -                         |
| Beste acteur                       | Song Kang-ho                | Broker                                          | Vlag van Zuid-Korea       |
| Beste scenario                     | Tarik Saleh                 | Boy from Heaven                                 | -                         |
| Gouden camera (Caméra d'or)        | War Pony                    | Riley Keough en Gina Gammell                    | Vlag van Verenigde Staten |